# 구단 (지요다구)
구단(九段)은 도쿄도 지요다구에 있었던 정명이다. 현재도 지역명으로 사용되고 있다. 야스쿠니 신사, 일본 무도관, 치도리가후치, 구 에도성 다야스문, 시미즈문, 기타노마루 공원 등이 있다.